# Dijbeenschild

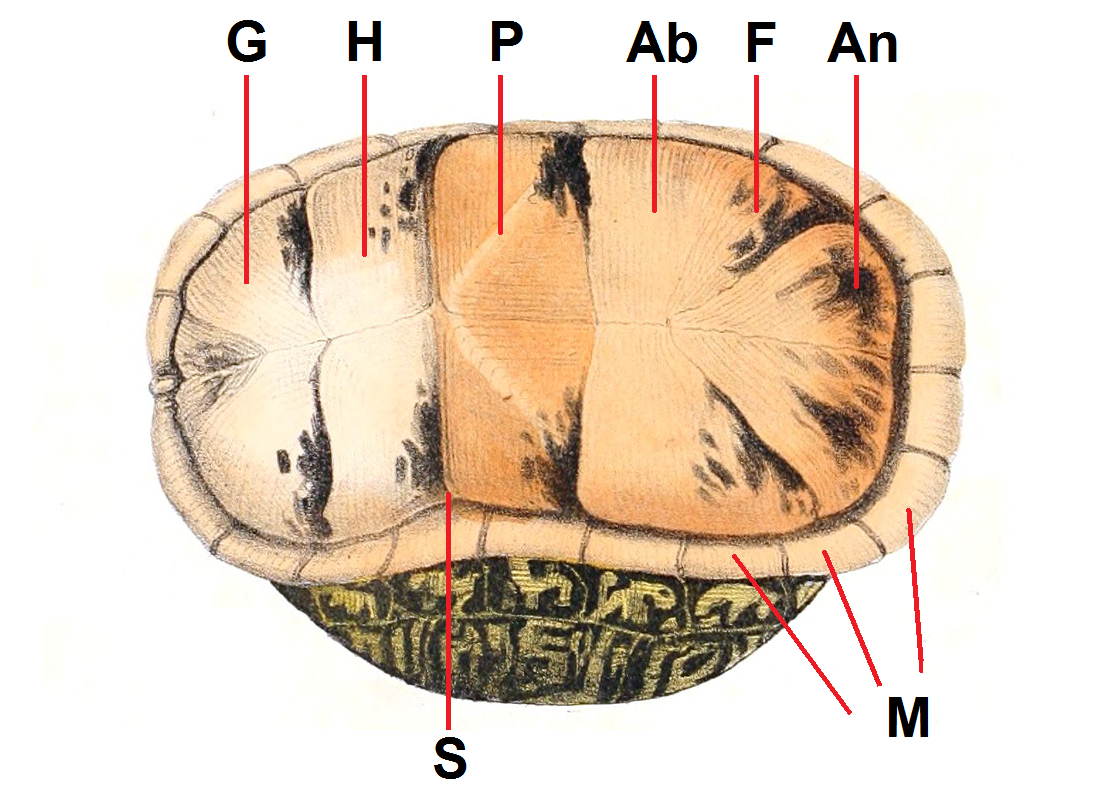
Hoornschilden van een schildpad

Het dijbeenschild, of femorale (mv:femorala) is een van de hoornschilden aan het buikpantser van een schildpad. De vorm en grootte en de relatieve lengte van de naad op het midden van de dijbeenschilden zijn een belangrijk determinatiekenmerk en verschillen per soort.
Op de afbeelding rechts is het dijbeenschild aangegeven met de letter F.